# 페타르 메틀리치치
페타르 메틀리치치(크로아티아어: Petar Metličić, 1976년 12월 25일~)는 크로아티아의 핸드볼 선수, 지도자로 포지션은 센터백이다. 현역 시절 국제 대회에 크로아티아 국가대표로 활약하여 2004년 하계 올림픽에서 금메달을 획득했다.